# Centris atra
Centris atra är en biart som beskrevs av Heinrich Friese 1900. Centris atra ingår i släktet Centris och familjen långtungebin. Inga underarter finns listade.